# Miasto jest nasze (singel)
Miasto Jest Nasze – pierwszy singiel AbradAba wydany w czerwcu 2002 roku, nakładem wytwórni S.P. Records. Był to również pierwszy z trzech singli promujących jego krążek pt. Czerwony album, który wszedł w sprzedaż dopiero dwa lata później. W roku wydania płytka uplasowała się na 1. miejscu  polskiej listy bestsellerów.
Tytułowy utwór „Miasto jest nasze” znalazł się na 65. miejscu listy „120 najważniejszych polskich utworów hip-hopowych” według serwisu T-Mobile Music. W 2011 roku piosenka została uznana singlem dekady przez magazyn Popkiller.

## Lista utworów
Opracowano na podstawie materiału źródłowego.
1. „Miasto Jest Nasze – Wersja radiowa” – 4:45
2. „Miasto Jest Nasze Rmx – Wersja radiowa” – 5:28
3. „Lubię Dobre” – 3:08
4. „Bezpośrednio – Wersja radiowa” – 3:22
5. „Miasto Jest Nasze – Wersja Oryginalna” – 4:45
6. „Miasto Jest Nasze Rmx – Wersja Oryginalna” – 5:30
7. „Miasto Jest Nasze – Instrumental” – 4:45
8. „Miasto Jest Nasze Rmx – Instrumental” – 5:27

## Twórcy
Opracowano na podstawie materiału źródłowego.
- Marcin „AbradAb” Marten – wokal (1–6), produkcja (1, 2, 5–8), słowa (1–6)
- Piotr „Gutek” Gutkowski – wokal (1–3, 5, 6)
- Igor „IGS” Sobczyk – produkcja (3, 4)
- Sebastian Witkowski – produkcja (2, 6, 8)
- Kasia Kolbowska – wokal (2, 6)
- Bartosz „DJ Bart” Jabłoński – skrecze (5)